# Південне шосе
Півдéнне шосé — вулиця в промисловій частині міста Запоріжжя, розташована у Вознесенівському та Заводському районах. 
Розпочинається від Північного шосе і закінчується вулицею Цимлянською (біля однойменої зупинки трамвайних маршрутів № 3, 12). 
Протяжність Південного шосе становить — 5 км.
До Південного шосе прилучаються вулиці: 
- Північне шосе
- Кубова вулиця
- вулиця Верхня
- Феросплавна вулиця
- Заводська вулиця
- вулиця Діагональна
- вулиця Сєдова
- вулиця Каліброва.

## Історія
Вулиця отримала назву у 1930 — 1940-х роках XX століття.
У 1949 році розпочалося будівництво тролейбусної лінії довжиною 6 км від головної прохідної металургійного комбінату «Запоріжсталь» до Соцміста. Впродовж жовтня—грудня 1949 року було встановлено 480 опор і змонтовано 12 км контактної мережі при фінансовій підтримці у будівництві металургійного комбінату «Запоріжсталь».
Перший тролейбусний парк, що являв собою відкритий майданчик площею 300 м² та ангар (зберігся донині) з єдиним токарним верстатом ДІП-200 та оглядовою канавою, знаходився на території комбінату «Запоріжсталь».
У серпні 1949 року до міста надійшли шість нових тролейбусів МТБ-82, а 22 грудня 1949 року відбулося урочисте відкриття руху. Лінія розпочиналася біля головної прохідної «Запоріжсталі», проходила вздовж інших заводів в сторону Соцміста до проспекту Металургів. Щодня на лінію виходило чотири тролейбуси.
У 1953 році побудовано тролейбусний парк на Південному шосе, в районі алюмінієвого комбінату, на 25 машиномісць.
У червні 1964 році прокладено тролейбусну лінію вулицею Сєдова від площі Профспілок до Південного шосе. За новим напрямком почав курсувати маршрут № 4 «Набережна — комбінат «Запоріжсталь».
У 1964 році тролейбусний парк № 1 перебудовано на 75 машиномісць.
У 1970-х роках відкритий тролейбусний маршрут № 9 «Запоріжсталь» — Південне шосе — вулиця Перемоги  проспект Металургів (кінцева зупинка була біля ДК ЗАлК), який згодом був поділений на маршрути № 9А та № 9Б. Різниця маршрутів була лише в тому, що вони курсували кільцевим маршрутом через проспект Металургів назустріч друг другу за «годинникової та протигодинникової стрілками». 
Наприкінці 1980-х років припинив курсувати тролейбусний маршрут № 1, а 2004 року — маршрут № 4 (до металургійного комбінату «Запоріжсталь»).
Південним шосе до середини 2000-х років курсував трамвайний маршрут № 2.
На ділянці від зупинки «Южелектромонтаж» до металургійного комбінату «Запоріжсталь» контактна мережа була пошкоджена деревами, що впали під час буревію у вересні 2014 року, відновлювати її не стали, зважаючи на відсутність регулярного руху тролейбусів маршрутів № 9А та № 9Б, тож була повністю демонтована. 
13 серпня 2015 року поновлено рух тролейбусів за маршрутом № 9 «ДК ЗАлК — Інститут «Кольорметавтоматіка» з розворотним колом на Південному шосе. Наразі нині регулярний тролейбусний рух через Південне шосе відсутній, проте використовується як службова лінія для сполучення з трооейбусним парком.

## Будівлі та об'єкти

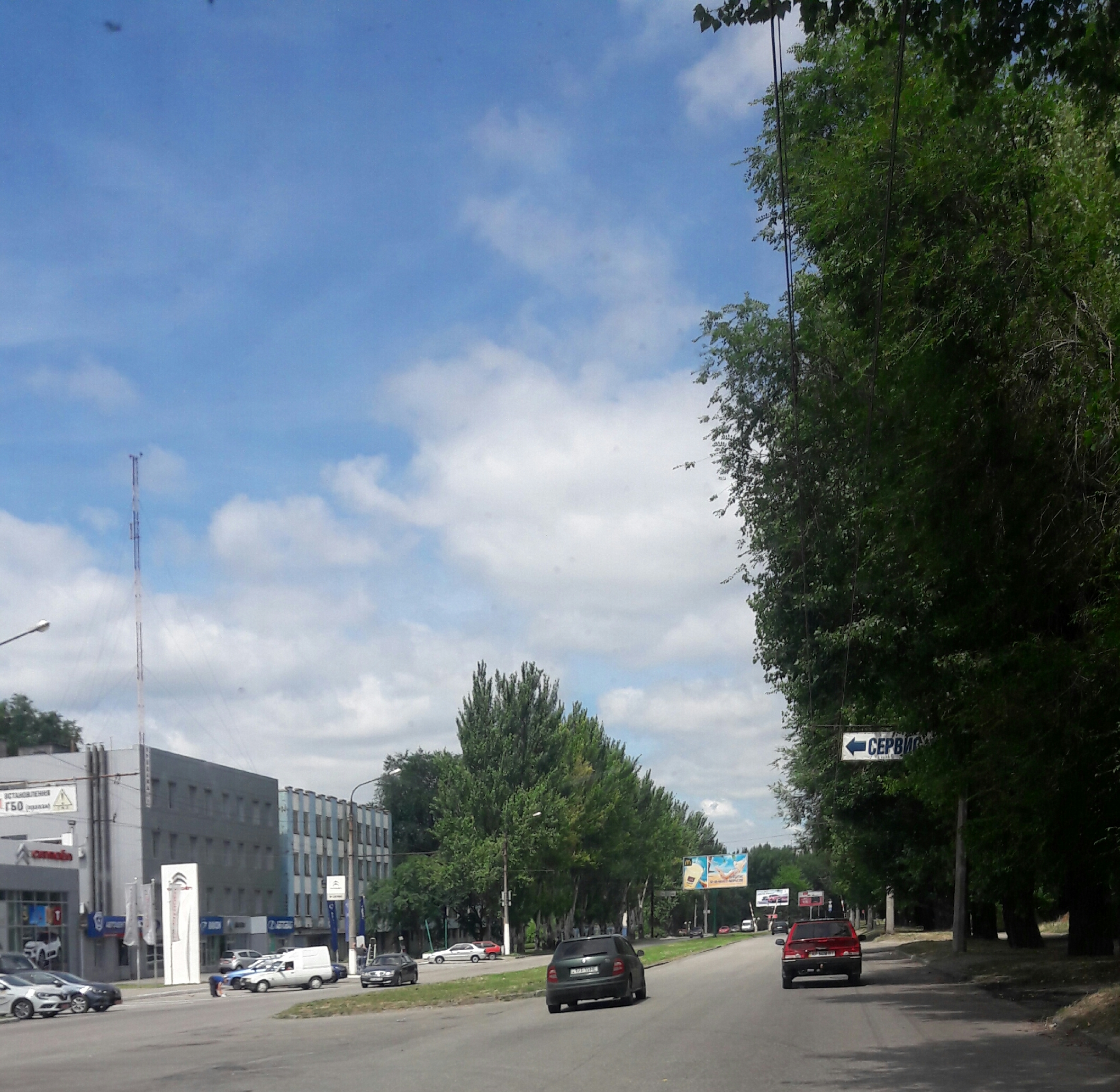
Південне шосе, 6

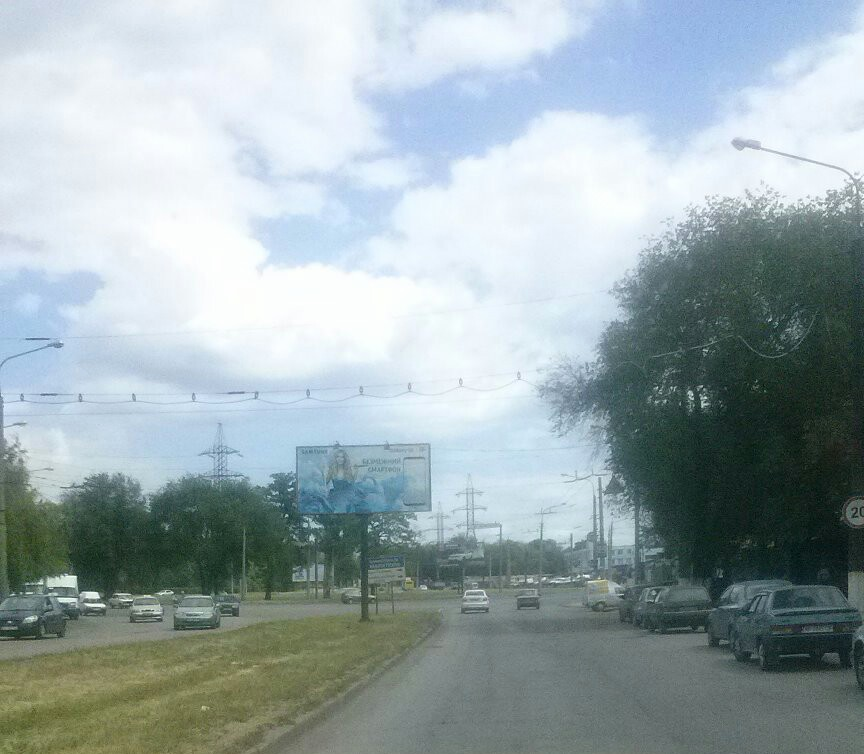
Південне шосе.
Напрямок в сторону комбінату «Запоріжсталь»

‎
- буд. 1 — НДІГАЗ
- буд. 6 — ПАТ «Запоріжсклофлюс»
- буд. 8 — Сервісний центр корпорації «АІС»
- буд. 9 — Запорізький електроапаратний завод
- буд. 9 — Альтаїр Бізнес Груп
- буд. 11 — Колишня медсанчастина «ЗАлК»
- буд. 13 — Тролейбусний парк № 1 «Запоріжелектротранс»
- буд. 15 — колишній Запорізький виробничий алюмінієвий комбінат
- буд. 32 — Магазин-склад лакофарб «Caparol Center»
- буд. 52 —  ПАТ «Запоріжгаз»
- буд. 54 —  Магазин «Газовик» № 1
- буд. 58 — АЗС «Укрнафта»
- буд. 59А — АГНКС
- буд. 63 — Ремонтно-налагоджувальна фірма «Механізатор»
- буд. 66 — Запорізьке автотранспортне підприємство 12329
- буд. 67А — ТОВ «Запорізьке спеціалізоване монтажне управління» (ТОВ «ЗСМУ»)
- буд. 68 — СТО «Алеко-Сервіс»
- буд. 70 — Будмаркет «Торус»
- буд. 72 — «Запоріжсталь; Запорізький ливарно-механічний завод»
- буд. 74А — Трест «Запоріжбуд»
- буд. 75 — АЗК «БРСМ-Нафта»
- буд. 75 — ПП «Запоріжспецтехніка»
- буд. 77А — «Укрпошта», поштове відділення 69008
- буд. 78А — Профспілковий комітет «Запоріжсталь»
- буд. 78А — ТОВ «МД Істейт»
- буд. 81 — ПАТ «Дніпроспецсталь»
- буд. 83 — Завод столових приборів «Steelay-ДСС»

## Галерея

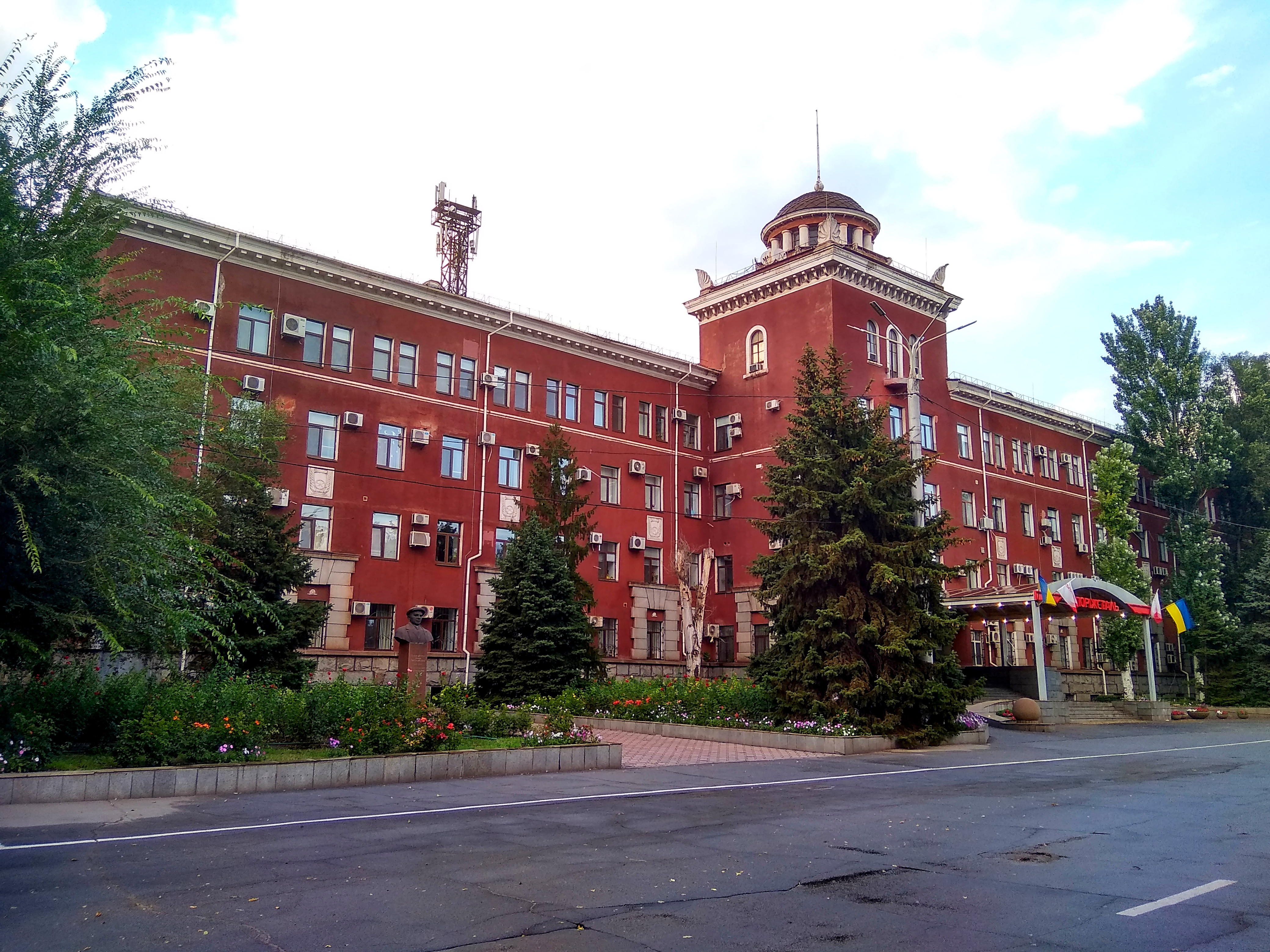
Будинок заводоуправління заводу «Запоріжсталь»
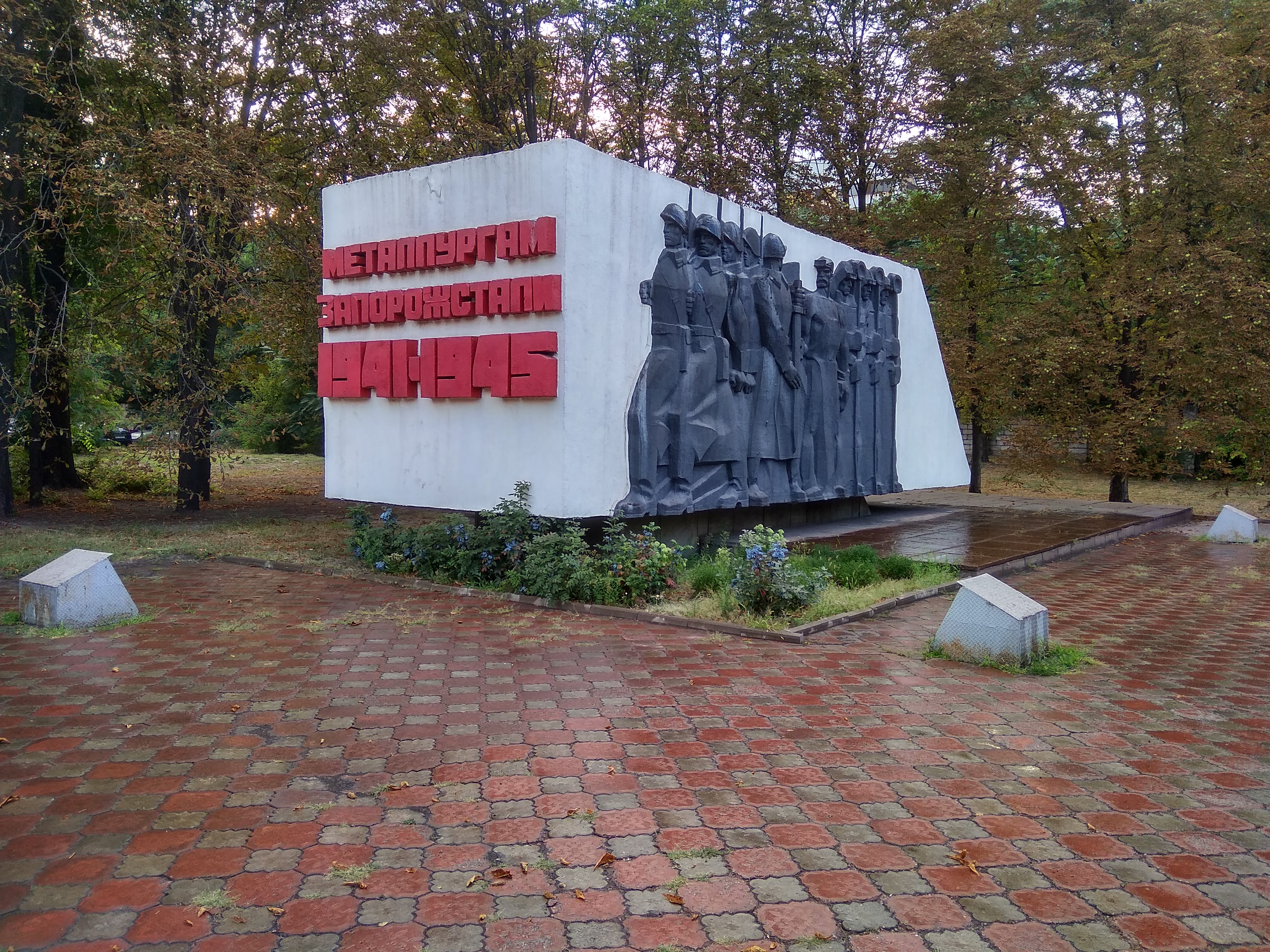
Пам'ятник загиблим металургам заводу «Запоріжсталь»
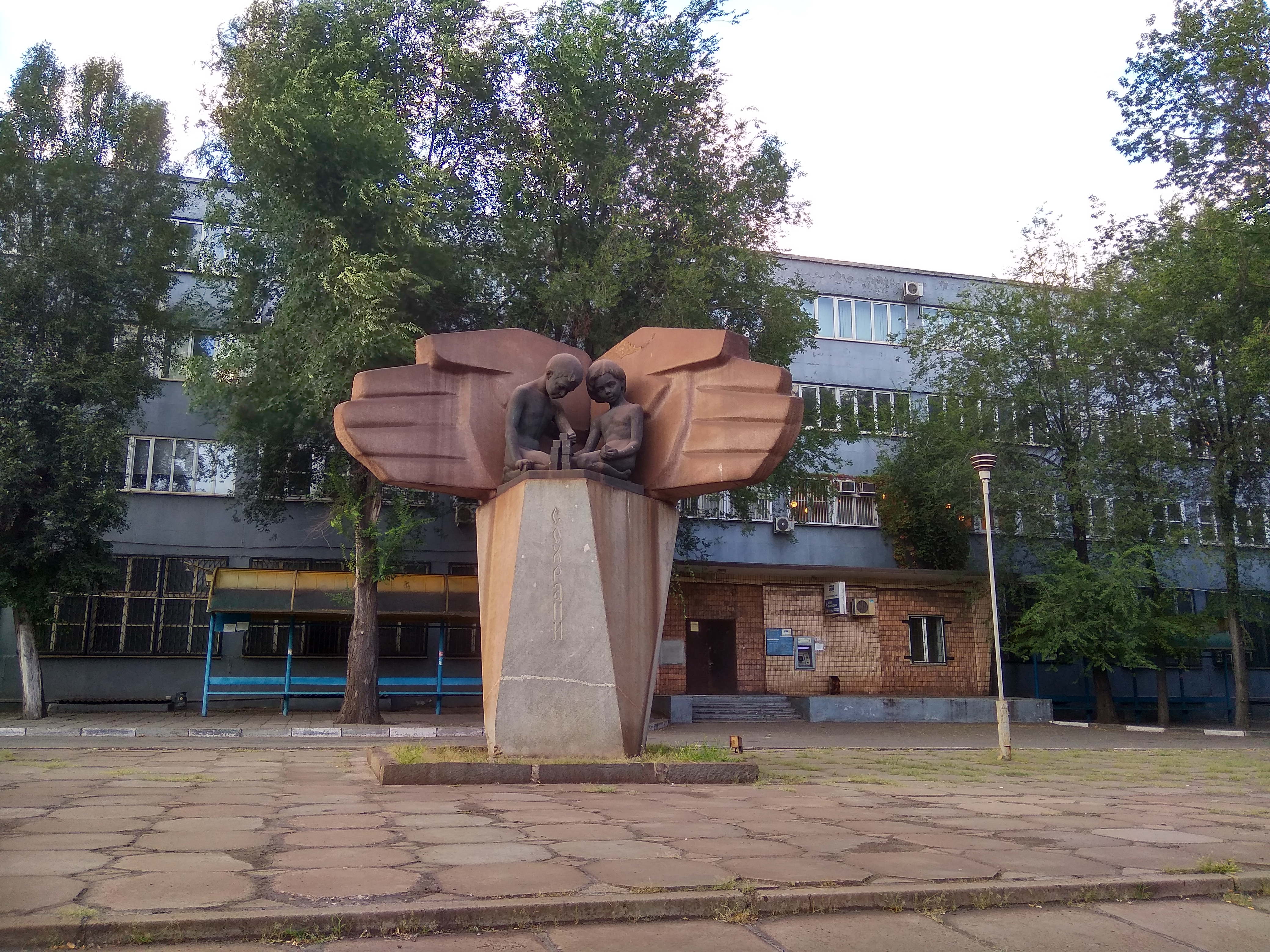
Пам'ятник загиблим робітникам заводу «Дніпроспецсталь»
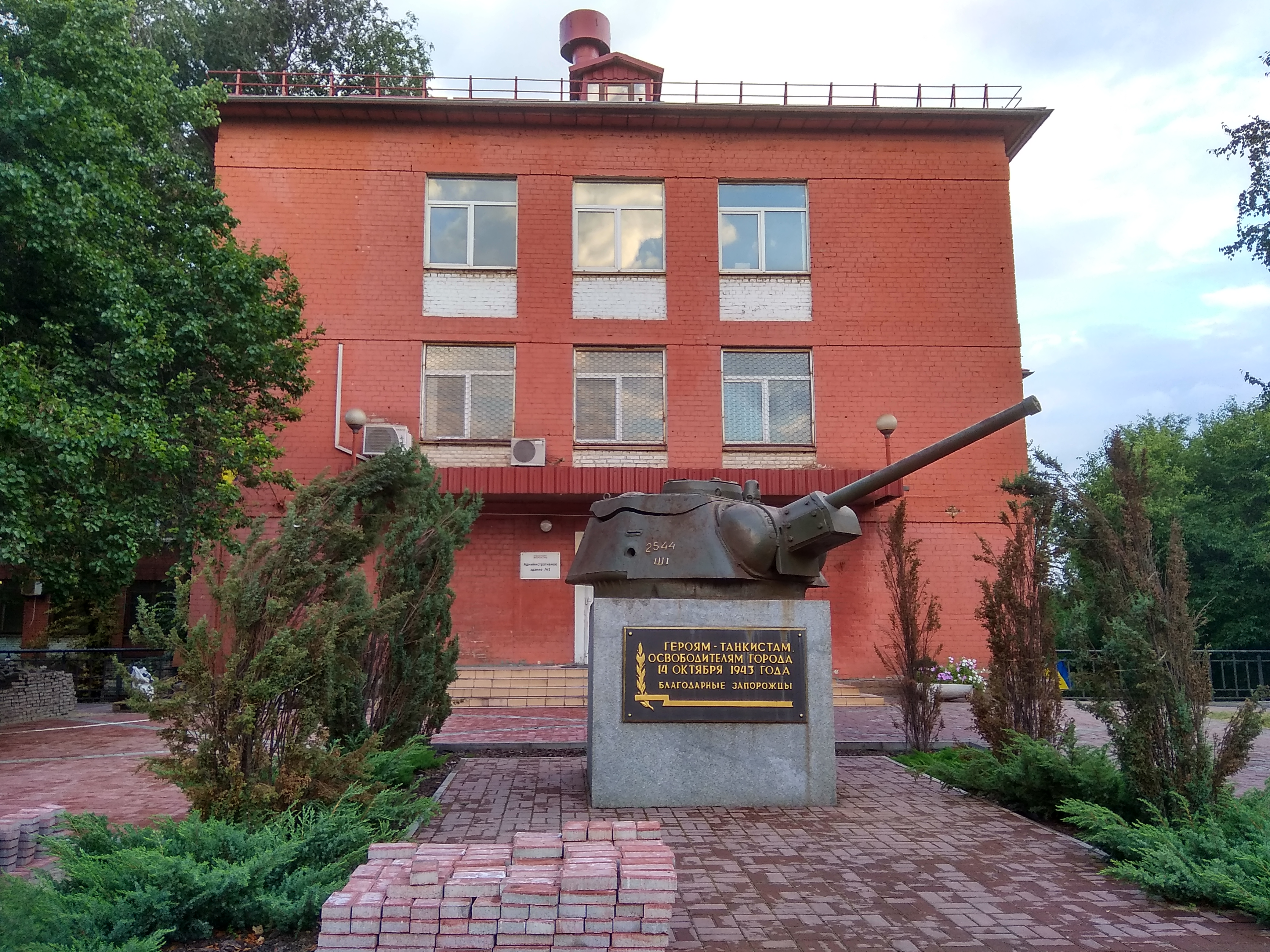
Пам'ятник танкістам, що звільнили місто 14 жовтня 1943 р.